# 케이트 모스
캐서린 앤 모스(Katherine Ann Moss, 1974년 1월 16일 ~ )는 영국의 모델 겸 패션 디자이너이다.

## 약력
런던 남부 도시인 크로이든의 애디스콤이란 작은 마을에서 태어났다. 신장은 장신의 다른 모델들에 비해 다소 아담한 키인 168cm이다.
1988년 바하마에서 휴가를 보낸 후 뉴욕 시의 공항에 머물고 있을 때 Storm Model Management를 설립한 Sarah Doukas를 만났다. 그 당시 모스는 14세였다. 발굴된후 15세였을 때 모스는 영국의 잡지 The Face의 흑백사진에 출현하면서 데뷔했다. 모스가 데뷔할 당시 모델들은 대부분 큰키와 풍만한 체형으로 알려져있어서 안티슈퍼모델로 이름을 알렸다. 1993년 캘빈 클라인의 향수 Obsession의 광고 모델로 출연했을 때 그녀의 마른 체형때문에 그녀의 몸무게에 관한 의문을 표했지만 모스는 여러번 거식증을 부인했다.
모델로 데뷔한후 300장의 잡지표지에 출연했다. 어그 부츠와 스키니진등등 여러 스타일을 유행시키면서 패션 아이콘으로 여겨지기도 한다.

## 코카인 사건
2005년 9월 15일 《데일리 미러》가 모스가 코카인을 흡입하는 사진들을 공개한후 그녀는 샤넬과 버버리와 H&M 등 여러 브랜드로부터 계약을 파기당했다. H&M과의 계약의 가치는 대략 1년당 4백만유로였다. 2005년동안 모스는 크리스챤 디올의 광고와 패션 잡지인 《W》에 계속 출연했다. 또한 전 남자친구였던 가수 피트 도허티와 코카인을 흡입하는 사진이 공개되어 여러 계약을 파기당하고 비난을 샀지만 얼마 되지 않아 성공적으로 재기했다.

## 재기
《포브스》에 의하면 코카인 사건 전의 수입보다 현재 수입이 더 높다고 한다. 2004년과 2005년 사이 그녀의 수입은 5백만 달러였으나 2005년과 2006년 사이 8백만 달러로 상승했다. 2007년 7월에는 지난 12개월 동안 대략 9백만 달러가 넘는 수입으로 포브스의 2007년 세계 최고 부자 모델 순위명단에서 2위로 오르기도 했다. 2006년에는 영국 패션 어워즈에서 올해의 모델로 선정되었다.
2007년 영국의 패션 브랜드 탑샵과 함께 "Kate Moss for TopShop"라는 브랜드를 선보이면서 패션 디자이너로 데뷔했다. K가 새겨진 T셔츠, 미니드레스와 스키니진들 등등이 판매되었다. 재판매를 막기 위해 Topshop에서 구입을 할 때 1인당 다섯 벌로 한정하였지만 얼마 되지 않아 여러 의상들이 이베이에 나타나기 사작했다. 탑샵은 얼마 되지 않아 뉴욕의 의류회사인 바니즈에서 판매되었다. 영국에서는 전체적으로 호평을 받았으나 뉴욕 포스트는 모스가 실제로 입는 의상과 여러모로 흡사한 점 때문에 "DupliKate (duplicate은 복제를 의미)"라고 비꼬았다.

## 가족
2002년 전 남자친구의 제퍼슨 핵과의 사이에 태어난 딸 "라일라 그레이스 모스 핵(Lila Grace Moss Hack)"이 있다. 2008년 더 킬스의 기타리스트인 제이미 힌스와 결혼하였다.

## 출연 작품

### 영화
- 2016년 쥬랜더 리턴즈